# Amistad
Amistad és un drama històric estatunidenc dirigit per Steven Spielberg, estrenada el 1997.
La pel·lícula està inspirada en fets autèntics.

## Argument
El 1839, « La Amistad », vaixell espanyol que transporta esclaus africans vinguts de Serra Lleona, és en mig d'una violenta tempesta a l'altura de Cuba. Cinquanta presoners aconsegueixen alliberar-se de les seves cadenes i es giren contra els seus botxins, que passen per les armes. Cinque, el seu líder, obliga el capità a tornar-los cap a Àfrica, però aquest, aprofitant la seva ignorància, posa rumb cap Amèrica. Quan el vaixell és inspeccionat, els esclaus són conduïts als Estats Units on, jutjats per homicidi, esperen la seva sort a la presó.
Quan els armadors del vaixell fan un recurs a la justícia per recuperar el seu «carregament», un advocat de la ciutat demana que els sigui reconegut l'estatut de refugiats per a aquests nàufrags, i rebutja l'afirmació que aquestes persones siguin tractades de mercaderia.
La batalla acarnissada al voltant del seu procés atreu l'atenció del país sencer i posa en qüestió els fonaments del sistema judicial americà. Però per als homes i les dones empresonats, es tracta simplement del combat per al respecte d'un dret fonamental i inalienable: la llibertat.

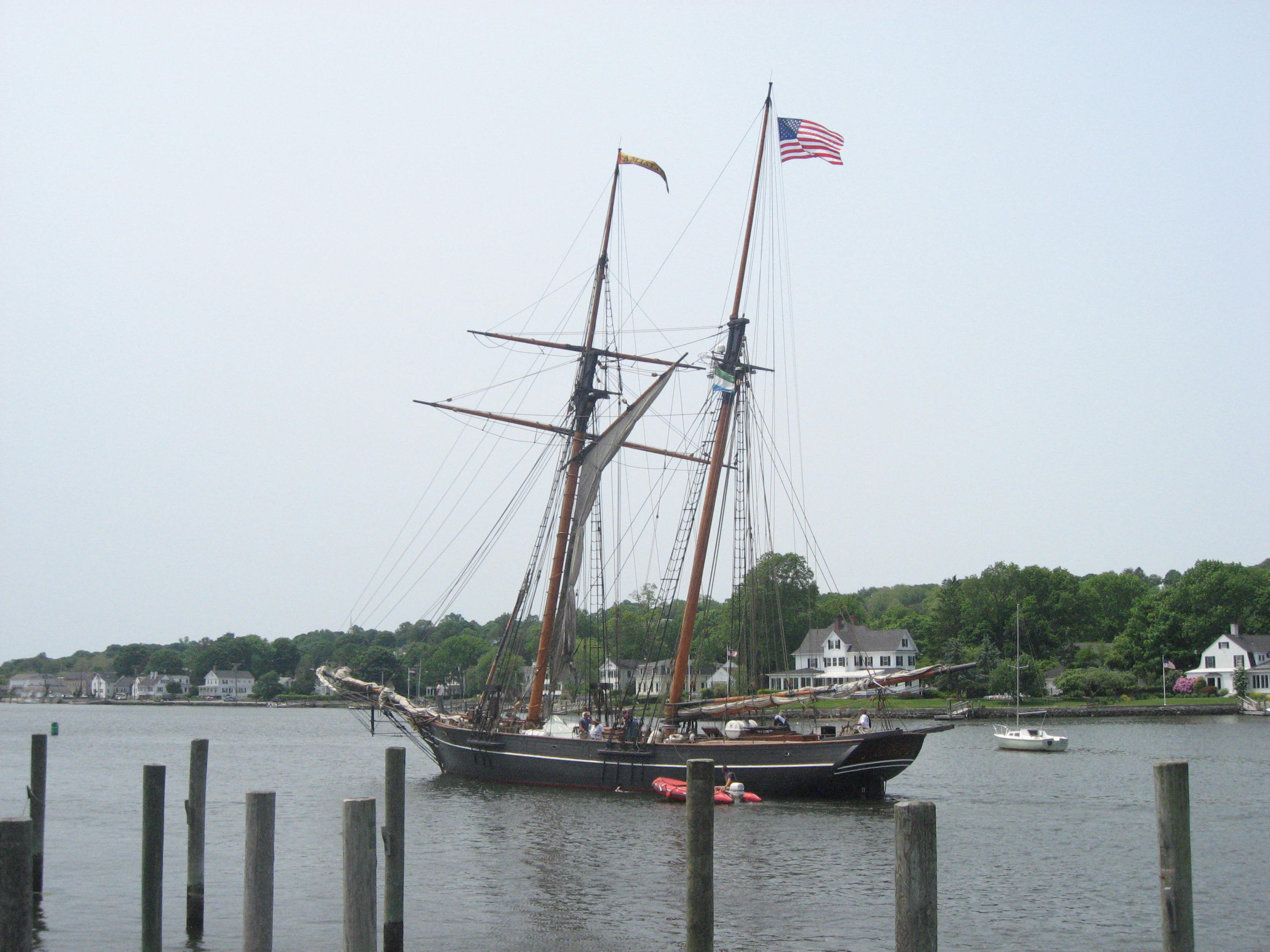
Replica de La Amistad construïda per al film i navegant en el port històric de Mystic a Connecticut.

## Repartiment
- Morgan Freeman: Theodore Joadson
- Nigel Hawthorne: Martin Van Buren
- Anthony Hopkins: John Quincy Adams
- Djimon Hounsou: Cinque
- Matthew McConaughey: Roger S.Baldwin
- David Paymer: Secretari Forsyth
- Pete Postlethwaite: Holabird
- Stellan Skarsgård: Lewis Tappan
- Xander Berkeley: Hammond
- Razaaq Adoti: Yamba
- Abu Bakaar Fofanah: Fala
- Anna Paquin: la reina Isabel II d'Espanya
- Tomás Milián: Calderon
- Chiwetel Ejiofor: James Covey
- Derrick N. Ashong: Buakei
- Geno Silva: Ruiz
- Darren E. Burrows: Tinent Meade

## Al voltant de la pel·lícula
- Denzel Washington va ser temptat pel paper de Cinque, mentre Sean Connery ho va ser per al de John Quincy Adams.[1]
- Harry Andrew Blackmun, que interpreta aquí el paper de Joseph Story, jutge del Tribunal suprem dels Estats Units, ho va ser realment de 1970 a 1994.
- Els setze primers minuts de la pel·lícula han estat completament girats en idioma mendé (una de les llengües majoritàries a Sierra Leona), llengua que Djimon Hounsou ha hagut d'aprendre, ja que el mendé no és parlat al seu país d'origen: Benín. A més, Djimon Hounsou només diu cinc paraules en anglès a la pel·lícula.
- És la primera pel·lícula dirigida per Spielberg i produïda per DreamWorks, una societat de la qual un dels cofundadors és el mateix Spielberg.
- El vaixell utilitzat a la pel·lícula és el Pride of Baltimore II, un clíper de Baltimore. La reproducció de La Amistad, a New Haven, no va servir per a la pel·lícula, ja que va ser construïda el 2000.

## Premis i nominacions

### Premis
- 1998. Premis Critics Choice: Millor actor secundari per Anthony Hopkins
- 1998. Premi del Cinema europeu: Premi Europeu d'honor – Contribució europea al cinema mundial per Stellan Skarsgård

### Nominacions
- 1998. Oscar al millor actor secundari per Anthony Hopkins
- 1998. Oscar a la millor fotografia per Janusz Kamiński
- 1998. Oscar a la millor banda sonora per John Williams
- 1998. Oscar al millor vestuari per Ruth E. Carter
- 1998. Globus d'Or a la millor pel·lícula dramàtica
- 1998. Globus d'Or al millor director per Steven Spielberg
- 1998. Globus d'Or al millor actor dramàtic per Djimon Hounsou
- 1998. Globus d'Or al millor actor secundari per Anthony Hopkins